# Fearless (Eighth Wonder)
Fearless è l'album di debutto del gruppo musicale britannico Eighth Wonder, pubblicato dall'etichetta discografica CBS nel 1988.

## Descrizione
Il disco, pubblicato su long playing, musicassetta e compact disc, contiene I'm Not Scared, principale successo del gruppo, pubblicato come singolo pochi mesi prima, mentre Will You Remember e When the Phone Stops Ringing erano usciti nell'anno precedente. Nel 1988 vengono messi in commercio come 45 giri anche Cross My Heart e Baby Baby.

## Tracce

### Lato A
1. Cross My Heart
2. When the Phone Stops Ringing
3. Baby Baby
4. Will You Remember
5. Wild Love

### Lato B
1. I'm Not Scared
2. Use Me
3. Anything at All
4. My Baby's Heartbeat
5. The Dress